# Fritz Tarnow
Fritz Tarnow (* 13. April 1880 in Rehme (heute Bad Oeynhausen); † 23. Oktober 1951 in Bad Orb) war ein bedeutender Sozialdemokrat, Gewerkschafter und Reichstagsabgeordneter der Weimarer Republik.

## Leben
Tarnow war Sohn eines Tischlers, besuchte die Volksschule in Hannover und machte dort ebenfalls eine Tischlerlehre. Anschließend ging er auf Wanderschaft in Deutschland. Tarnow arbeitete bis 1906 als Tischler. In den Jahren 1901 bis 1906 war er daneben Vorstandsmitglied der Filialen des freigewerkschaftlichen Holzarbeiterverbandes in Rastatt, Oos, Bonn und Berlin. Anschließend arbeitete er bis 1908 als literarisch-statistischer Hilfsarbeiter im Hauptbüro des Holzarbeiterverbandes in Stuttgart. Im Jahr 1909 absolvierte er die zentrale Parteischule der SPD in Berlin. Von 1909 bis 1919 war Tarnow dann Leiter des Literarischen Büros (Pressestelle) im Hauptbüro des Holzarbeiterverbandes in Berlin. Daneben war er von 1909 bis 1915 Gemeindevertreter, Mitglied des Kreistages und Vorstandsmitglied der SPD in Berlin-Friedrichshagen.
Während des Ersten Weltkrieges war er Kriegsteilnehmer. Er wurde schwer verwundet und trug dauerhafte Schäden davon. Während der Novemberrevolution war Tarnow Mitglied des Arbeiter- und Soldatenrates in Brandenburg an der Havel. Anschließend war er zunächst Sekretär und von 1920 bis 1933 Vorsitzender des Holzarbeiterverbandes und war einer der führenden Personen im Bundesvorstand des Allgemeinen Deutschen Gewerkschaftsbundes. Als solcher war er in der zweiten Hälfte der 1920er Jahre einer der wichtigsten Befürworter des von Fritz Naphtali stammenden Konzepts der Wirtschaftsdemokratie. Außerdem war er zeitweise Sekretär des Internationalen Holzarbeiterverbandes. Darüber hinaus war er von 1920 bis 1933 Mitglied im Vorläufigen Reichswirtschaftsrat. Außerdem war er an führender Stelle in der Gesellschaft für soziale Reform sowie im Deutschen Werkbund tätig. 1928 zog er für die SPD in den Reichstag ein. Lohnpolitisch prägte er den Begriff der Kaufkrafttheorie. Ihm wird auch das Wort von der SPD, die Arzt am Krankenbett des Kapitalismus sein müsse, zugeschrieben. Ausführlich lautete der Redetext auf dem Leipziger Parteitag 1931: „Wenn der Patient röchelt, hungern die Massen draußen. Wenn wir das wissen und eine Medizin kennen, selbst wenn wir nicht überzeugt sind, dass sie den Patienten heilt, aber sein Röcheln wenigstens lindert, (…) dann geben wir ihm die Medizin und denken im Augenblick nicht so sehr daran, dass wir doch Erben sind und sein baldiges Ende erwarten.“
Auf dem gleichen Parteitag argumentierte er nach der Diskussion seiner Vorschläge gegen die Abstimmung über einen Antrag Erich Mäders, der die Aufhebung des Goldstandards forderte.
Nach der „Machtergreifung“ Adolf Hitlers 1933 und der Zerschlagung der Gewerkschaften wurde er am 2. Mai verhaftet. Hans Staudinger, bis zum Preußenschlag der Regierung unter Franz von Papen Staatssekretär im preußischen Handelsministerium, gelang mit einer Köpenickiade die Freilassung Tarnows aus Gestapo-Haft. Staudinger gab sich als hoher preußischer Beamter aus und ordnete die Entlassung Tarnows an. Nach seiner Freilassung verließ er sofort das Land. Zunächst floh Tarnow in die Niederlande, von da nach Kopenhagen Dänemark und schließlich nach Schweden. 
Er baute von Kopenhagen, später in Schweden die Exilorganisation der Gewerkschaften auf. Über seinen Sohn Reinhold hielt Tarnow Kontakt mit den früheren Gesinnungsfreunden in Deutschland, die eine Einheitsgewerkschaft planten und während des Krieges Verbindung mit der militärischen Opposition aufnahmen. 
Im Schattenkabinett Beck/Goerdeler war Tarnow für den Fall eines gelungenen Staatsstreiches nach dem Attentat vom 20. Juli 1944 als Reichswirtschaftsminister eingeplant worden.
1946 kehrte er nach Westdeutschland zurück und war 1946 und 1947 Sekretär des Gewerkschaftsbundes von Württemberg und Baden. In den Jahren 1947 bis 1949 war er Sekretär des Gewerkschaftsrats der Bizone bzw. der Trizone. 1949 ging er in den Ruhestand, war aber noch als Dozent bei der Akademie der Arbeit in Frankfurt am Main tätig. Dort ist die Fritz-Tarnow-Straße und in Oberursel war eine DGB-Bundesschule nach ihm benannt. Seine Nachfahren leben heute in der Umgebung von Frankfurt, Mainz, in England, Dänemark und Spanien.